# Las grietas de Jara (novela)
Las grietas de Jara es una novela de la escritora argentina Claudia Piñeiro publicada en 2009 por la editorial Alfaguara en Buenos Aires. El libro recibió el  Premio Sor Juana Inés de la Cruz en el año 2010.

## Argumento
Claudia Piñeiro asume la perspectiva del arquitecto Pablo Simó, que lleva veinte años trabajando con poco éxito en un estudio de Buenos Aires. Su matrimonio de veinte años con Laura también se ha convertido en una mera costumbre. Sólo los arrebatos histéricos de su esposa por su hija púber reclaman cierta solidaridad por parte de Pablo. Se refugia en una ensoñación en la que dibuja repetidamente el diseño de un rascacielos que sabe que nunca podrá construir en Buenos Aires. 
Una joven se presenta en la oficina para preguntar por un tal Nelson Jara. Esto inquieta mucho a Pablo Simó, a su jefe y al otro empleado. Años atrás, el mismo Nelson Jara había reclamado al despacho del arquitecto una cuantiosa suma como indemnización. Afirmaba que un nuevo edificio de esta empresa había provocado una larga grieta en una de las paredes de su apartamento. Se suponía que Pablo calmaría al hombre, pero él no se dio por vencido y después de un accidente extremadamente misterioso, Pablo y sus dos colegas lo encerraron en la obra en cuestión. Si bien el interés de la joven por Nelson Jara disminuye rápidamente, los perpetradores no pueden calmarse. 
Pablo Simó comienza a cuestionarse por completo su vida anterior y las certezas que lo han sustentado. Se siente atraído por la joven y finalmente se pregunta si podrá cambiar su vida a los cuarenta y cinco años. Pero tal vez sea posible encontrar una grieta para excapar.  

## Recepción
Birgit Koß de Deutschlandfunk opinó que "Claudia Piñero describe esta crisis de la mediana edad con mucha empatía. Pero también utiliza la historia de Pablo para denunciar la hipocresía y el autoengaño de la clase media argentina y exponer los trucos sucios de la industria inmobiliaria. La autora desarrolla de manera sumamente fluida y sucinta su historia, que se desarrolla ante los ojos del lector como una buena película y lo invita a dar un paseo por la arquitectura de Buenos Aires. Utiliza en broma el estilo Art Nouveau de algunos edificios como símbolo de las fantasías eróticas de Pablo. La grieta atraviesa no sólo la pared, sino también la vida de Pablo y desemboca en un final fantástico que sólo Claudia Piñeiro puede lograr con su humor negro." 
El jurado (Malena Mijares, Sandra  Lorenzano y Martha Cerda) de la edición 2010 del Premio Sor Juana Inés de la Cruz destacó que  “con un suspenso sostenido que la vincula a lo mejor del género  policial, [Las grietas de Jara] nos lleva a planteamientos tanto éticos como políticos de  carácter universal en la sociedad contemporánea. Vale la pena señalar la  mirada irónica y desencantada que, no obstante, fortalece el cuidado y  el compromiso de la autora con sus personajes”.
Christoph Kuhn (Tagesanzeiger) elogia que »Siempre pueden fascinarte: novelas en las que, tras una mirada más cercana, una realidad concreta revela grietas que permiten vislumbrar otro mundo. Claudia Piñeiro es una maestra en señalar este tipo de discrepancias. La trama se estructura y avanza utilizando elementos de la novela policíaca, pero el texto va más allá del género policial; el crimen que poco a poco va saliendo a la luz es sólo uno de los motivos de la historia. La 'grieta' existe de forma concreta y en sentido figurado: divide a los personajes, los desenmascara, revela sus maquinaciones." 

## Adaptación
- Las grietas de Jara es una película  dramática de 2018 coescrita y dirigida por Nicolás Gil Lavedra.[5][6]